# Alloacidobacterium
Alloacidobacterium es un género de bacterias gramnegativas de la familia Acidobacteriaceae. Actualmente contiene una sola especie: Alloacidobacterium dinghuense. Fue descrito en el año 2022. Su etimología hace referencia a género diferente de Acidobacterium. El nombre de la especie hace referencia al monte Dinghu, en China. Es aerobia e inmóvil. Tiene un tamaño de 0,4-0,6 μm de ancho por 1-1,5 μm de largo. Catalasa y oxidasa negativas. Forma colonias pequeñas, redondas, convexas y blancas en agar GYS tras 10 días de incubación. No crece en agar TSA ni MacConkey. Temperatura de crecimiento entre 12-37 °C, óptima de 28 °C. Tiene un contenido de G+C de 55,8%. Se ha aislado de suelo forestal en la provincia de Guangdong, China. 